# Ma Lin
Ma Lin (n. 19 februarie 1980, Shenyang, Republica Populară Chineză) este un jucător de tenis de masă ce a reprezentat Republica Populară Chineză, medaliat olimpic. A participat la 2 ediții ale Jocurilor Olimpice (2004, 2008) în care a câștigat trei medalii de aur.